# Sette santi (Filippo Lippi)
Sette Santi è un dipinto a tempera su tavola (68x151,5 cm) del pittore Filippo Lippi, databile al 1450-1453 circa e conservato nella National Gallery di Londra.

## Storia
La lunetta fa coppia con quella dell'Annunciazione nello stesso museo, commissionata per l'arredo del Palazzo Medici in via Larga e destinata o come testata di un letto o come sopraporta. Non compare nell'inventario del 1492, dove dopotutto non vennero elencati i pezzi di mobilio.
Poco prima del 1848 le due lunette furono acquistate dai fratelli Metzger ed entrarono in galleria nel 1861.
Autografia e committenza sono unanimemente accettate dalla critica, mentre è più complessa la datazione, che viene di solito fatta oscillare tra la nascita di Lorenzo il Magnifico (1449), o quella di Giuliano de' Medici (1453) o, su base stilistica, la fine degli anni Cinquanta. Dopotutto il palazzo venne arredato entro il 1459, anche se già dal 1456 fu residenza di Pierfrancesco il Vecchio, cugino di Piero il Gottoso e appartenente al ramo "popolano".

## Descrizione e stile
La committenza medicea è provata dalla presenza dello stemma di Piero il Gottoso, nell'altra tavola, e dal legame dei santi con i membri maschili famiglia.
Al centro san Giovanni Battista, protettore di Firenze, è affiancato ai lati dai santi Cosma e Damiano (protettori dei Medici, in particolare di Cosimo il vecchio, padre di Piero); a destra in primo piano san Pietro Martire, protettore di Piero il Gottoso, e accanto Giovanni Evangelista, protettore di suo fratello Giovanni; sulla sinistra in primo piano san Francesco, protettore del cugino di Piero Pierfrancesco e accanto san Lorenzo, protettore dello zio Lorenzo il Vecchio.